# Protoplanet
Protoplaneter er store planetære embryoner, som bliver dannet gennem samlingen af stof, der er i kredsløb omkring unge stjerner. En protoplanet bliver til en planet, hvis den samler nok masse til at opnå hydrostatisk ligevægt.